# 施襄夏
施襄夏（1710年—1771年），名绍暗，字襄夏，号定庵，以字行，浙江海宁人，清朝围棋棋手。

## 生平
最初从父亲处学习围棋，11岁时师从俞长侯，和同时代著名棋手范西屏同门。成年后，范施二人同时扬名于世，成为一生的好对手。乾隆四年（1739年）平湖世家张永年延聘范、施到家教棋。应其要求，范施二人连续对弈十三局，现存棋谱十一局，史称“当湖十局”，为中国古代围棋代表作。

## 著作
著有《弈理指归》二卷，后由钱长泽增订，配以图势，集成《弈理指归图》三卷。

## 評價
- 錢保塘：「昔抱樸子言，善圍棋者，世謂之棋聖。若兩先生者，真無愧棋聖之名。雖寥寥十局，妙絕千古。」
- 陈祖德：「范施的算路和杀力比起今人有过之而无不及。我认为，以范施棋的素质，在今天绝对是超一流棋手。」[1]
- 古力：「当湖十局的棋谱我还仔细的看过，古代的棋手计算力能够达到那种地步令人惊讶。而且由于古代围棋采用座子制还要还棋头，和现在的下法不太一样。但我觉得他们如果生活在现代的话，肯定也是超一流棋手。」[2]
- 李家慶：「我年輕的時候打這個譜，覺得不是人下的，神下的。」[3]

## 外部連結
- YouTube上的松窗棋罷